# Københoved
Københoved er en landsby i Sønderjylland, beliggende umiddelbart syd for Kongeåen. Landsbyen ligger i Vejen Kommune og hører til Region Syddanmark. Navnet "Københoved" menes oprindeligt at have været Købinghoved, hvilket betyder "handelspladsen på fremspringet i landskabet". Navnet er ikke tidsfæstet for sin oprindelse. Første gang Københoved nævnes i kilderne er fra et tingsvidne på Frøs herreds ting 21. maj 1478. 
Mens Sønderjylland var under prøjsisk administration fra 1864 til 1920 blev navnet fortysket til Kjöbenhoved. 
Soldaten Asmus Jensens erindringer fra Første Verdenskrig blev nedskrevet af Marie Boesen fra Københoved og udgivet i 1928.